# Garra persica
Garra persica és una espècie de peix cipriniforme de la família dels ciprínids que es troba a l'Iran i l'Iraq.